# Nispa barbatus
Nispa barbatus är en spindelart som beskrevs av Kirill Yeskov 1993. Nispa barbatus ingår i släktet Nispa och familjen täckvävarspindlar. Inga underarter finns listade i Catalogue of Life.